# Мария Канделария
Мария Канделария (на испански: María Candelaria) е мексикански игрален филм от 1944 г., режисиран от Емилио Фернандес по сценарий на Фернандес и Маурисио Магдалено. Във филма участват Долорес дел Рио и Педро Армендарис.
Това е първият мексикански филм, показан на Международния филмов фестивал в Кан, където печели Голямата награда (сега известна като Златна палма), превръщайки се в първия латиноамерикански филм, успял да го направи. Мария Канделария по-късно  печели наградата „Сребърен Ариел“ за най-добра операторска работа. Мария Канделария е един от най-обичаните филми в Мексико за всички времена и е класиран на тридесет и седмо място сред 100-те най-добри филма на мексиканското кино.
Филмът се счита за един от най-добрите на Фернандес, в който той представя коренното население на Мексико чрез невинност и достойнство. Фернандес споделя, че е написал оригиналната версия на сюжета върху 13 салфетки, докато седи в ресторант. Разтревожен е, защото излиза с Долорес дел Рио и не може да си позволи да ѝ купи подарък за рождения ден. Първоначално филмът е озаглавен Хочимилко, а главната героиня се казва Мария дел Рефухио.

## Сюжет
Млад журналист притиска стар художник да покаже портрета на гола местна жена, който пази в ателието си. Когато художникът започва да разказва историята зад картината, действието се превръща в ретроспекция към Хочимилко, Мексико, през 1909 г., точно преди Мексиканската революция. Хочимилко е район с красиви пейзажи, обитаван предимно от местно население.
Жената на картината е Мария Канделария, млада местна жена, отхвърлена от собствения си народ, защото е дъщеря на проститутка. Тя и нейният любовник Лоренсо Рафаел са изправени пред постоянни заплахи. Те получават критики и осъждане от жителите на града. Макар че са честни и трудолюбиви, на тях не им върви. Дон Дамян, ревнив собственик на магазин за метиси, който иска Мария за себе си, пречи на Мария и Лоренсо да се оженят и преследва Мария заради малък дълг. Тя се опитва да му продаде цветята си, а Лоренсо се опитва да ѝ продаде зеленчуци, но тя отказва да ги вземе. Вместо това той убива прасенце, което Мария и Лоренсо планират да отгледат и продадат за печалба, за да имат достатъчно пари, за да се оженят. Когато Мария се заразява с малария, дон Дамян отказва да даде на двойката необходимия хинин за борба с болестта. Лоренсо нахлува в магазина, за да открадне лекарството и взема сватбена рокля за Мария. Лоренсо отива в затвора за кражба, а Мария се съгласява да бъде модел, за да може художникът да плати освобождаването му. Художникът започва да рисува нейния портрет и след това я моли да позира гола, което тя отказва да направи. Художникът завършва картината с голото тяло на друга жена. Когато хората от Хочимилко виждат картината, те предполагат, че това е Мария Канделария. Те смятат, че е станала точно като майка си, затова я убиват с камъни, докато Лоренсо гледа безпомощно, и изгарят къщата ѝ.
Накрая Лоренсо бяга от затвора, за да пренесе тялото на Мария през Канала на мъртвите в Хочимилко.

## Актьори
- Долорес дел Рио – Мария Канделария
- Педро Армендарис – Лоренсо Рафаел
- Луис Арагон – Бард
- Алберто Галан – Художникът
- Мигел Инклан – Дон Дамян
- Рафаел Икардо – Свещеникът
- Маргарита Кортес – Лупе
- Лупе Инклан – Клюкарка
- Салвадор Кирос – Съдия
- Хулио Аует – Хосе Алфонсо
- Беатрис Рамос – Журналистка
- Артуро Сото Ранхел – Лекар
- Давид Вайе Гонсалес – Секретар
- Енрике Самбрано – Лекар

## Производство
Мария Канделария се възползва от времето на търговски успех в мексиканската филмова индустрия през 40-те и 50-те години на XX век. Фернандес и Фигероа са работили заедно преди и споделят подобна визия за филма. В допълнение към опитния екип от продуценти филмът се възползва от успеха на Долорес дел Рио като актриса.
Филмът е подаръкът, който Емилио Фернандес дава на Долорес дел Рио, за да компенсира лошото си отношение към Дел Рио по време на снимките на Диво цвете (1943). Темпераментът на Емилио се появява няколко пъти и актрисата почти напуска филма. Молбите на колегите ѝ и високото ѝ чувство за професионализъм убеждават Дел Рио да се върне. Отношенията ѝ с режисьора обаче се охлаждат. През 1943 г., по време на рождения ден на Дел Рио, е поводът, избран от режисьора, за да намери желаното помирение. Освен че се нуждае от нея като актриса, Фернандес започва да я обича и като жена. В биографичния си разказ за актрисата писателят Давид Рамон разказва:
| „ | Когато дойде ред на Емилио Фернандес да ѝ даде своя подарък, той се приближи до Долорес, носещ куп написани салфетки. Той на практика ѝ ги даде и каза: „Това е подаръкът за рождения ти ден, история на киното. Надявам се, че ще ти хареса. Това е следващият ти филм, казва се Хочимилко. Той е твой, твоя собственост. Ако някой иска да го купи, ще го купи от теб“. | “ |

## Награди
| Година | Церемония      | Награда                                                            | Резултат |
| ------ | -------------- | ------------------------------------------------------------------ | -------- |
| 1946   | Фестивал в Кан | Голяма награда за най-добър филм                                   | Печели   |
| 1946   | Ариел          | „Сребърен Ариел“ за най-добра операторска работа – Габриел Фигероа | Печели   |